# Baltasar (nombre)
Baltazar es un nombre propio masculino de origen asirio en su variante en español. Baltasar es el nombre con que se ha identificado tradicionalmente a uno de los Reyes Magos. Diferente a lo que se cree, su origen no es cristiano sino que mucho más antiguo, data del 2600 a.c., la manera en la que se escriba y pronuncie el nombre dependerá del idioma, ver variantes.

## Etimología
Baltasar es un nombre teofórico (Bel-šarru-usur = "Bel protege al Rey") que probablemente proviene de Babilonia. Es usado en la Biblia, por lo tanto tiene una connotación religiosa y tradicionalista, el nombre aparece en el profeta Daniel como rey Baltasar o Belsasar. 

## Santoral
6 de enero: Baltasar, rey mago.

## Variantes
- Femenino: Baltasara (poco común)

## Variantes en otros idiomas
| Variantes en otras lenguas | Variantes en otras lenguas |
| -------------------------- | -------------------------- |
| Español                    | Baltasar, Baltazar         |
| Alemán                     | Balthasar                  |
| Asturiano                  | Baltasar                   |
| Catalán                    | Baltasar                   |
| Checo                      | Baltazar                   |
| Esloveno                   | Boltežar                   |
| Euskera                    | Baldasar                   |
| Francés                    | Balthazar                  |
| Gallego                    | Baltasar                   |
| Griego                     | Βαλτάσαρ (Baltásar)        |
| Holandés                   | Balthazar                  |
| Húngaro                    | Boldizsár                  |
| Inglés                     | Balthazar                  |
| Islandés                   | Baltasar                   |
| Italiano                   | Baldassarre                |
| Latín                      | Balthasar                  |
| Letón                      | Baltazars                  |
| Lituano                    | Baltazaras                 |
| Polaco                     | Baltazar                   |
| Portugués                  | Baltasar                   |
| Rumano                     | Baltazar                   |
| Ruso                       | Валтасар (Baltasar)        |
| Sardo                      | Baltassarru                |
| Serbio                     | Болдижар (Boldižar)        |
| Sueco                      | Baltsar                    |

## Personajes célebres
- Baltasar, príncipe babilónico.
- Baltasar Carlos de Austria, príncipe de Asturias.
- Baltasar del Alcázar, poeta español del Siglo de Oro.
- Baltasar Álvarez, místico español.
- Baltasar Amador, jurista y funcionario español.
- Baltasar Berenguer, boxeador español.
- Baltasar Bermúdez, conquistador español.
- Baltasar Brum, abogado, diplomático y político uruguayo, presidente de Uruguay entre 1919 y 1923.
- Baltasar de Castiglione, noble cortesano, diplomático y escritor italiano.
- Baltasar de la Cueva Henríquez, diplomático y funcionario colonial español.
- Baltasar Elisio de Medinilla, poeta español.
- Baltasar Garzón, juez español.
- Baltasar Gracián, escritor español.
- Baltasar Hidalgo de Cisneros, militar y administrador colonial español.
- Baltasar Hurtado de Amézaga, militar español.
- Baltasar Hubmaier, teólogo anabaptista alemán.
- Baltasar Íñigo, sacerdote, matemático y físico español.
- Baltasar Lobo, dibujante y escultor español.
- Baltasar Longhena, arquitecto italiano.
- Baltasar Lopes da Silva, escritor, poeta y lingüista de Cabo Verde
- Baltasar Magro, periodista y escritor español.
- Baltasar Merino, religioso jesuita, botánico y pteridólogo español.
- Baltasar Moscoso y Sandoval, cardenal español.
- Baltasar Paes, trinitario, escritor y profesor universitario portugués.
- Baltasar Pedrosa Clavero, dibujante, ilustrador y animador español.
- Baltasar Porcel, escritor, periodista y crítico literario español.
- Baltasar Vargas, militar paraguayo.
- Baltasar de Zúñiga y Guzmán, político español.
- Baldassare Ferri, cantante italiano.
- Baldassare Galuppi, compositor italiano.
- Baldassarre Lanci, arquitecto, inventor, escenógrafo y maestro de perspectiva italiano.
- Baldassarre Peruzzi, pintor y arquitecto italiano.
- Balthasar Kłossowski de Rola, artista polaco-francés.
- Balthasar van der Ast, pintor neerlandés.